# Isidoro San José
Isidoro San José Pozo (Madrid, 1955. október 27. –) spanyol válogatott labdarúgó.

## Pályafutása

### Klubcsapatban
Madridban született. Pályafutását a Real Madrid tartalékcsapatában a Castillában kezdte, ahol 1974 és 1976 között játszott. 1976-ban bemutatkozhatott az első csapatban is. Szinte az egész pályafutását a Real Madridban töltötte, melynek színeiben négy spanyol bajnoki címet, négy spanyol kupát és két UEFA-kupát (1984–85, 1985–86) nyert. Az 1986–87-es idényben az RCD Mallorca csapatában még lejátszott egy évet, és a szezon végén visszavonult.

### A válogatottban
1977 és 1979 között 13 alkalommal szerepelt a spanyol válogatottban. Részt vett az 1976. évi nyári olimpiai játékokon és az 1978-as világbajnokságon.

## Sikerei, díjai
Real Madrid
- Spanyol bajnok (4): 1977–78, 1978–79, 1979–80, 1985–86
- Spanyol kupa (4): 1973–74, 1974–75, 1979–80, 1981–82
- UEFA-kupa (1): 1984–85, 1985–86

## Külső hivatkozások
- Isidoro San José adatlapja a National-Football-Teams.com oldalon (angolul)

- Isidoro San José (angol nyelven). eu-football.info
- Isidoro San José (angol, katalán, spanyol nyelven). BDFutbol.com